# Carl Wilhelm Adolph Richter
Carl Wilhelm Adolph Richter, eigentlich Carl Adolph Wilhelm Richter, auch Carl Richter (* 27. Juli 1808 in Neustrelitz; † 25. Mai 1877 in Chemnitz) war ein deutscher Arzt und 1848/50 Mitglied der Mecklenburgischen Abgeordnetenversammlung.

## Leben
Carl Wilhelm Adolph Richter wurde geboren als Sohn des Kanzlisten und späteren Registrators Carl (Ernst) Richter (1776–1823) und dessen Frau Maria (Sophia Friederike), geb. Sonnenberg (1779–1864). Er besuchte das Gymnasium Carolinum (Neustrelitz), studierte Humanmedizin an der Universität Würzburg, wo er sich 1830 der späteren Burschenschaft Germania zu Würzburg anschloss, und wurde hier am 10. März 1833 zum Dr. med. promoviert. Wegen seiner Mitgliedschaft in der Burschenschaft wurde er im Zuge der Demagogenverfolgung behördlich gesucht und musste aus Würzburg fliehen. Er ist im "Schwarzen Buch" der Bundeszentralbehörde erwähnt.
Er praktizierte zunächst von 1833 bis 1839 in Neubrandenburg und dann in Woldegk. 1848 gehörte er neben Daniel Runge in Woldegk zu den Führern der Demokratiebewegung. 1848 wurde er im Wahlbezirk Mecklenburg-Strelitz/Stargardischer Kreis 9: Liepen zum Mitglied der Mecklenburgischen Abgeordnetenversammlung gewählt. Hier schloss er sich der Fraktion der Reformpartei, der Linken, an.
Nach dem Zusammenbruch der demokratischen Bestrebungen verließ er 1850 Mecklenburg und wurde Leitender Arzt der Wasserheilanstalt in Danzig. Später war er in Berlin und als Direktor der Wasserheilanstalt in Alexisbad tätig. Von 1855 bis 1860 gab er eine Zeitschrift für naturgemässe Gesundheitspflege und Krankenbehandlung heraus, zuerst in Berlin, später in Dessau.

## Ehrungen
- Titel Herzoglich anhaltischer Medizinal-Rath

## Schriften
- Die asiatische Brechruhr (Cholera). Würzburg 1833. (Digitalisat, Bayerische Staatsbibliothek)
- Versuch zur wissenschaftlichen Begründung der Wassercuren. Friedland 1838. (Digitalisat, Internet Archive)
- Offene Empfehlung der Wasserkuren. Barnewitz, Friedland 1839. (Digitalisat, Bayerische Staatsbibliothek)
- Beiträge zur wissenschaftlichen Heilkunde. Leipzig 1842.
- Dr. Schönlein und sein Verhältnis zur neuern Heilkunde mit Berücksichtigung seiner Gegner dargestellt. Berlin 1843
- Der Typhus. Vom ärztlichen Verein in Mecklenburg-Schwerin gekrönte Preisschrift. Neubrandenburg 1847.
- Die Cholera durch kaltes Wasser zu verhüten und zu heilen. (Digitalisat, Bayerische Staatsbibliothek)
- Die Wassercuren in ihrer wissenschaftlichen und practischen Bedeutung dargestellt. Berlin 1855. (Digitalisat, Internet Archive)

2. Teil:
- Das Wasserbuch oder Practische Anweisung zum richtigen Gebrauche des Wassers als Heilmittel in verschiedenen Krankheiten. Berlin 1860.
- Nachtrag zum Wasserbuch. Berlin 1862.
- Die Kunst, den menschlichen Leib in Gesundheit zu erhalten. Magdeburg 1862.
- Lehrbuch der Naturheilkunde. Heidelberg 1867.
- Lehrbuch der allgemeinen Pathologie und Therapie. Leipzig 1872.